# Rigidez arterial
La rigidez arterial se produce como consecuencia del envejecimiento biológico y la arteriosclerosis. La inflamación desempeña un papel fundamental en el desarrollo de la arteriosclerosis y, en consecuencia, es el mayor factor del endurecimiento de las arterias grandes. El aumento de la rigidez arterial se asocia con el riesgo elevado de episodios cardiovasculares, como infarto de miocardio, hipertensión, insuficiencia cardíaca, y derrame cerebrovascular; que son las dos causas principales de muerte en el mundo desarrollado. 
Según la predicción de la Organización Mundial de Salud, en 2010 las enfermedades cardiovasculares serán la principal causa de muerte también en los países en desarrollo y representarán un importante problema de salud mundial. 
Se cree que varios cambios degenerativos que ocurren con la edad en las paredes de las grandes arterias elásticas contribuyen a aumentar la rigidez con el tiempo, incluido el desgaste mecánico de las estructuras laminadas de elastina dentro de las paredes debido a los ciclos repetidos de tensión mecánica; cambios en el tipo y aumento del contenido de proteínas de colágeno arterial, en parte como mecanismo compensador de la pérdida de elastina arterial y en parte debido a la fibrosis; y reticulación de fibras de colágeno adyacentes por productos finales de glicación avanzada (AGE, por sus siglas en inglés).

## Antecedentes
Cuando el corazón se contrae, genera un pulso u onda de energía que viaja a través del sistema circulatorio. La velocidad del desplazamiento de esta onda de pulso (velocidad de onda de pulso (VOP)) está relacionada con la rigidez de las arterias. Otros términos que se utilizan para describir las propiedades mecánicas de las arterias incluyen elastancia, o el recíproco (inverso) de elastancia, conformidad. La relación entre la rigidez arterial y la velocidad de la onda de pulso fue revelada por primera vez por Thomas Young en su discurso Croonian Lecture de 1808, pero generalmente se describe mediante la ecuación de Moens-Korteweg o la ecuación de Bramwell-Hill. Los valores típicos de la VOP en la aorta oscilan entre aproximadamente 5 m/s y >15 m/s.
La medición de la VOP aórtica proporciona algunas de las pruebas más sólidas sobre la importancia pronóstica del endurecimiento de las grandes arterias. Se ha demostrado que el aumento de la VOP aórtica predice la mortalidad cardiovascular y en algunos casos, la mortalidad por todas las causas en personas con enfermedad renal en etapa terminal, hipertensión, diabetes mellitus, y en la población en general. Sin embargo, en la actualidad, queda pendiente establecer el papel de la medición de la VOP como herramienta clínica general. En el mercado hay dispositivos que miden parámetros de rigidez arterial (índice de aumento, velocidad de la onda del pulso). Estos incluyen Complior, CVProfilor, PeriScope, Hanbyul Meditech, Mobil-O-Graph NG, BP Plus (Pulsecor), PulsePen, BPLab Vasotens, Arteriograph, Vascular Explorer y SphygmoCor.

## Consecuencias fisiopatológicas del aumento de la rigidez arterial
Los puntos principales del daño a los órganos después de un aumento de la rigidez arterial son el corazón, el cerebro (accidente cerebrovascular, hiperintensidades de la sustancia blanca (HSB)) y los riñones (pérdida de la función renal relacionada con la edad). Los mecanismos que relacionan la rigidez arterial con el daño de los órganos terminales son varios. 
En primer lugar, las arterias rígidas comprometen el efecto Windkessel de las arterias. El efecto Windkessel amortigua la expulsión pulsátil de sangre del corazón convirtiéndola en un flujo de salida más constante y uniforme. Esta función depende de la elasticidad de las arterias y las arterias rígidas requieren una mayor cantidad de fuerza para permitirles acomodar el volumen de sangre expulsado del corazón (volumen sistólico). Esta mayor necesidad de fuerza equivale a un aumento de la presión del pulso El aumento de la presión del pulso puede provocar un mayor daño a los vasos sanguíneos en órganos diana como el cerebro o los riñones Este efecto se puede exagerar si el aumento de la rigidez arterial da como resultado una reducción de la reflexión de la onda y una mayor propagación de la presión pulsátil en la microcirculación
Un aumento de la rigidez arterial también aumenta la carga sobre el corazón, ya que tiene que realizar más trabajo para mantener el volumen sistólico. Con el tiempo, este aumento de la carga de trabajo provoca hipertrofia ventricular izquierda y remodelación del ventrículo izquierdo, lo que puede provocar insuficiencia cardíaca. 
El aumento de la carga de trabajo también puede estar asociado con una frecuencia cardíaca más alta, una duración proporcionalmente más larga de la sístole y una reducción comparativa de la duración de la diástole. Esto disminuye la cantidad de tiempo disponible para la perfusión de tejido cardíaco, que ocurre principalmente en la diástole. Por lo tanto, el corazón hipertrófico, que tiene una mayor demanda de oxígeno, puede tener un suministro comprometido de oxígeno y nutrientes. 
La rigidez arterial también puede afectar al tiempo en que tardan regresar al corazón los reflejos de la onda del pulso. A medida que la onda del pulso viaja a través de la circulación, sufre una reflexión en los puntos donde cambian las propiedades de transmisión del árbol arterial (es decir, los puntos de desajuste de la impedancia). Estas ondas reflejadas se propagan hacia atrás, hacia el corazón. La velocidad de propagación (es decir, VOP) aumenta en arterias más rígidas y, en consecuencia, las ondas reflejadas llegarán al corazón antes en la sístole. Esto aumenta la carga sobre el corazón en la sístole.